# Cúp quốc gia Wales 1970–71
The Cúp quốc gia Wales FAW 1970–71 là mùa giải thứ 84 của giải đấu bóng đá loại trực tiếp hàng năm dành cho các đội bóng ở Wales.

## Từ viết tắt
Tên giải đấu nằm sau tên các câu lạc bộ.
- CCL - Cheshire County League
- FL D2 - Football League Second Division
- FL D3 - Football League Third Division
- FL D4 - Football League Fourth Division
- SFL - Southern Football League
- WLN - Welsh League North
- WLS - Welsh League South

## Vòng Năm
Vòng này bao gồm 9 đội thắng ở vòng Bốn và 7 đội mới.
| Số thứ tự trận | Đội nhà         | Tỉ số | Đội khách       |
| -------------- | --------------- | ----- | --------------- |
| 1              | Chester (FL D4) | 1–1   | Rhyl (CCL)      |
| đá lại         | Rhyl (CCL)      | 0–2   | Chester (FL D4) |

## Vòng Sáu
| Số thứ tự trận | Đội nhà         | Tỉ số | Đội khách            |
| -------------- | --------------- | ----- | -------------------- |
| 1              | Chester (FL D4) | 2–1   | Swansea Town (FL D3) |

## Bán kết
| Số thứ tự trận | Đội nhà              | Tỉ số | Đội khách            |
| -------------- | -------------------- | ----- | -------------------- |
| 1              | Cardiff City (FL D2) | 0–0   | Chester (FL D4)      |
| đá lại         | Chester (FL D4)      | 1–2   | Cardiff City (FL D2) |
| 2              | Oswestry Town (CCL)  | 0–2   | Wrexham (FL D3)      |

## Chung kết
| Số thứ tự trận | Đội nhà              | Tỉ số | Đội khách            |
| -------------- | -------------------- | ----- | -------------------- |
| 1              | Wrexham (FL D3)      | 0–1   | Cardiff City (FL D2) |
| 1              | Cardiff City (FL D2) | 3–1   | Wrexham (FL D3)      |